# Place d'Armes (Centre Commercial)
Pour les articles homonymes, voir Place d'armes.

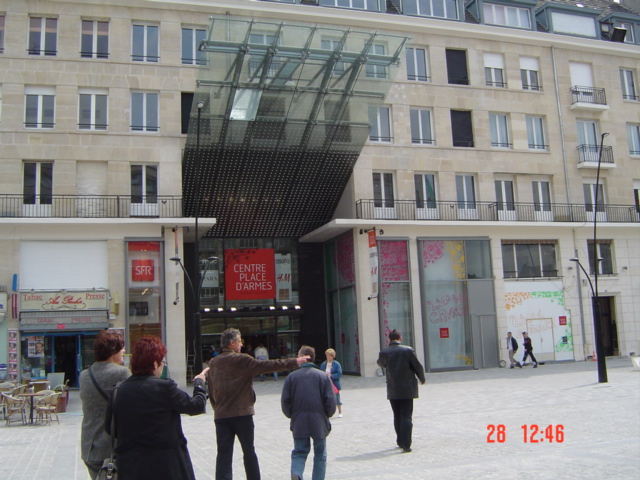
L'entrée principale « Porte Place D'Armes ».

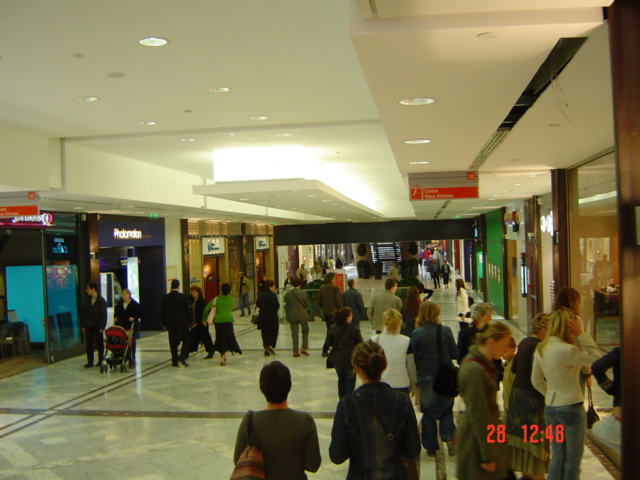
Intérieur du Centre Place D'Armes, niveau 0.

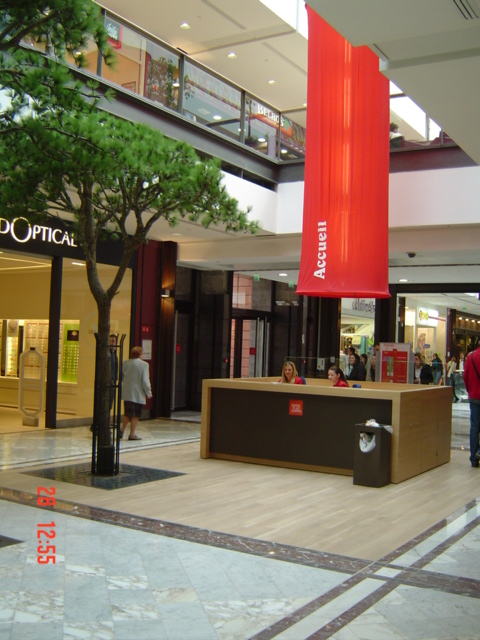
Point info-accueil du Centre Place D'Armes, niveau 0.

Le Centre Place d'Armes est un centre commercial français de 16 000 m² situé à Valenciennes.
Le centre commercial fut construit à partir de l'ancien cinéma Noveac et étendu, lors de sa construction, sur l'ancien emplacement du marché de Valenciennes. 

## Le programme
Le projet du Centre Place d'Armes a été initié dans le cadre du programme « Cœur de Ville », lancé en 1997 par le maire Jean-Louis Borloo. 
C'est un véritable quartier qui s'est reconstitué en plein centre de Valenciennes (Nord), qui a ainsi pu retrouver son statut de grande ville marchande et accroître son rayonnement commercial.
Ouvert en 2006, et rénové en 2016 il accueille aujourd’hui environ 60 boutiques, dont Zara, H&M, Fnac, Séphora et Carrefour, et accueille près de 5,1 millions de visiteurs par an. Il dispose par ailleurs de la certification Breeam In-Use « Very Good ».
Le pouvoir d'attraction de ce nouveau pôle vient compléter l'activité habituelle des commerces et des services du centre-ville, qui dépasse largement de l'agglomération.

## Le Centre commercial
- 1 grande surface alimentaire : Carrefour Market
- 7 moyennes surfaces commerciales : Fnac, H&M, Zara, Bershka, Hema, Sephora, Nature&Découvertes

### Stationnement
680 places de voitures dans le centre en complément du stationnement urbain alentour.

### Entrées
Le centre commercial comprend quatre entrées : 
- Porte Place d'Armes
- Porte Place des Halles
- Porte de la Nouvelle Hollande
- Porte Square Crasseau

### Horaires
Le centre commercial est ouvert du lundi au samedi de 9h30 à 19h30 sauf Carrefour Market ouvert de 08h30 à 20h00.